# ジッダ (客船)
ジッダ（英語: SS Jeddah [ˈdʒɛdə]）は、イギリス船籍でシンガポールの会社が所有していた旅客用蒸気船である。
1880年、船が傾斜して沈没しそうになったとき、乗員たちは700人以上の乗客を残したまま船を離れた。この事件を題材として、ジョゼフ・コンラッドは小説『ロード・ジム』を執筆した。

## 船歴
1872年にダンバートンで進水した。主にハッジの巡礼者を運ぶことを目的とし、シンガポールを拠点とする商人Syed Mahomed Alsagoffが所有していた。
1880年に、後述の遭難事故を起こした。
「ジッダ」は遭難事故の後も運行を続け、後に「ダイアモンド」(Diamond)に改称された。

## 遭難事故
1880年7月17日、「ジッダ」はシンガポールからマレーシアのペナンを経由してサウジアラビアのジッダへ向かっていた。乗客は男性778人、女性147人、子供67人の計953人その他に砂糖、ガロン材、雑貨など600トンの一般貨物も積んでいた。乗客は、メッカやメディナに巡礼に行くイスラム教徒だった。乗客の中には、船主の甥であるサイード・オマール・アル・サゴフ（アラビア語： سيد عمر السقاف Saiyid ʿUmar al-Saqqāf）もいた。船長はジョセフ・ルーカス・クラーク(Joseph Lucas Clark)で、他にヨーロッパ人の航海士が2名（一等航海士と二等航海士）と、ヨーロッパ人の三等機関士がいた。船長の妻も乗船していた。
1880年8月3日、「ジッダ」はソマリアのラス・ハフーン沖で強風と激しい波にさらされていた。船のボイラーが座面から動いてしまったため、乗員は楔を使ってボイラーを元の位置に戻した。8月6日、天候はさらに悪化し、ボイラーを固定していた楔が外れ始めた。さらに水漏れが発生したため、「ジッダ」は修理のために停船した。その後、8月6日から7日にかけての夜はボイラー1基のみを動かしてゆっくりと航行した。しかし、水漏れがますますひどくなり、乗員や乗客が懸命に水を排除しようとしたにもかかわらず、船底の供給ラインからの水漏れにより、浸水がさらにひどくなった。再度、修理のために停泊したが、その間に船は大きく揺れ始めた。ボイラーが壊れ、接続パイプが全て流され、機関は機能しなくなった。乗員は帆を張って風力を利用しようとしたが、帆は吹き飛ばされてしまった。
8月7日、「ジッダ」はソコトラ島やグアルダフィ岬付近のインド洋で漂流していたが、クラーク船長をはじめとする乗員は救命ボートを出す準備をしていた。それを知った乗客は、それまで機関室の水を抜くのを手伝っていたのに、自分たちを見捨てようとする乗員を阻止しようとした。乗員と乗客の間で喧嘩になり、何人かの乗員が海に落ちて溺れた。
乗員たちは乗客を置き去りにして右舷の救命ボートで船を脱出した。イギリスの商務庁の調査報告書には、救命ボートの発進中に喧嘩が始まったと記されている。乗客たちは救命ボートが下ろされるのを防ぐために何かを投げつけ、船からボートを下ろしていた一等航海士を引き離して海に転落させた。一等航海士はその後、救命ボートに引き上げられた。こうして、船長とその妻、機関長、一等航海士、その他数名の乗員は救命ボートで脱出し、乗客と数名の乗員は「ジッダ」に取り残された。その数時間後の8月8日午前10時、救命ボートで避難した乗員たちはイギリスの囚人輸送船「シンディアン」に救助され、アデンで降ろされた。船長らは、乱暴な乗客が機関士2人を殺害し、「ジッダ」はイエメン付近で沈没し、乗客に大きな犠牲が出たと報告した。
しかし、「ジッダ」は沈んでいなかった。乗客らの報告によると、船長の救命ボートが発進した後、二等航海士は数人の乗客と一緒に別の救命ボートで脱出しようとした。それを他の乗客が阻止したため、混乱の中で救命ボートが海中に落下し、二等航海士と2人の乗客が溺れた。船に取り残されていた乗員20名は、乗客の協力を得て機関室の水を抜き、救難信号を発した。その後、「ジッダ」の乗客・乗員はソマリア北東部の岬ラス・フィールクへの接岸を目指していたが、上海からロンドンに向けて航行中のブルー・ファンネル・ライン社の蒸気船「アンテノール」が「ジッダ」の救難信号を受信した。「アンテノール」は「ジッダ」に接近し、乗員や乗客を助けて「ジッダ」を安定させた後、アデン港に曳航した。「ジッダ」は8月11日にアデンに到着した。溺れた数名を除き、乗客のほとんどが生存していたことは、多くの人を驚かせた。
公式調査では、「ジッダ」から救出された人数は、乗員18名、二等機関士1名、船荷監督人1名、乗客992名（男性778名、女性147名、子供67名（抱きかかえられた乳児は人数に含まない））だった。この事故で、二等航海士1名、乗員3名、乗客14名の計18名が死亡した。

### 調査委員会
アデンでは、G・R・グッドフェロー判事による調査委員会が開かれた。審問では、「ジッダ」の機関長がボイラーの操作を誤ったことが問題を悪化させたと批判された。また、クラーク船長が「ジッダ」の救命ボートを早々に出し、その後ボートを発進させて乗客を混乱させた行為は問題外であり、「判断力と機転の欠如」が表面化したものとしている。「二等航海士1人と乗船労務をしていた10人の現地人港湾労働者、7人の乗員、3人の乗客を間接的に死なせたこと、千人近い乗客を乗せたまま航行不能になった船を運命に任せて見捨てたことで、重大な非行があった」と認定された。クラーク船長の船長資格は3年間停止された。調査委員会は、「ジッダ」の一等航海士オーグスティン・ウィリアムズの行動も批判し、「アンテノール」の船長と一等航海士の行動を称賛した。また、悪天候の中で、このような船に千人もの乗客を乗せて運行させたことも批判した。

### その後
この事件は、イギリス全土、特にロンドンで大きく報道された。新聞には、一般市民、実際に巡礼船に乗船して船内の過酷な状況を語った人、巡礼船の商人や所有者などからの報告や編集者への手紙が多数掲載された。
船長の経歴を持つ小説家のジョゼフ・コンラッドは、この事件からインスピレーションを受けて小説『ロード・ジム』を執筆した。作中では、船の名前を実在しない「パトナ」(Patna)に変更している。